# Michael Schroeren (Pressesprecher)
Michael Schroeren (* 31. Dezember 1949 in Mönchengladbach) ist ein deutscher Politologe, Pazifist, Autor und Übersetzer.
Er arbeitete 34 Jahre für unterschiedliche Organisationen als Pressesprecher und Leiter der Kommunikationsabteilung, darunter 15 Jahre für das Bundesministerium für Umwelt, Naturschutz und nukleare Sicherheit (BMU). Er war Sprecher von drei Bundesumweltministern: von 1998 bis 2005 für Jürgen Trittin (Bündnis 90/Die Grünen), von 2005 bis 2009 für Sigmar Gabriel (SPD) und von 2014 bis 2017 für Barbara Hendricks (SPD). Sein Berufsleben beendete er 2017.

## Leben
Michael Schroeren stammt aus einem katholischen Elternhaus. Nach acht Jahren an einer katholischen Volksschule in seiner Heimatstadt Mönchengladbach wurde er Internatsschüler am Bischöflichen Pius-Gymnasium in Aachen, das er mit dem Abitur 1969 verließ. 1969 verweigerte Schroeren den Kriegsdienst und leistete dann Zivildienst. 1971 begann er an der Universität Köln ein Studium der Politischen Wissenschaft, Geschichte und Germanistik, das er ab 1973 am Otto-Suhr-Institut der Freien Universität Berlin fortsetzte und 1976 mit einem Diplom in Politischer Wissenschaft beendete. Seine Diplomarbeit ist eine wissenschaftliche Fallstudie über die erfolgreiche Bürgerbewegung gegen den Bau des geplanten Atomkraftwerks Kaiseraugst bei Basel, die 1977 in der Buchreihe des Schweizerischen Friedensrates veröffentlicht wurde. Schroeren ist seit 1981 mit der Pädagogin Elisabeth Meyer verheiratet und Vater einer Tochter und eines Sohnes. Er lebt in Berlin.

## Berufliches
Nach Abschluss seines Hochschulstudiums arbeitete Schroeren zunächst als freier Journalist. Gemeinsam mit Roland Vogt gründete er 1977 die Verbandszeitschrift des Bundesverbandes Bürgerinitiativen Umweltschutz (BBU), die zunächst unter dem Titel „bbu-aktuell“, seit 1979 als „Umweltmagazin“ erschien. Das zweimonatlich erscheinende Blatt verstand sich als Organ der damals anwachsenden Ökologie- und Friedensbewegung in Deutschland. Nach dem Einzug der Grünen in den Bundestag 1983 wurde er Pressesprecher des Bundesvorstands der Partei, ohne zu diesem Zeitpunkt deren Mitglied zu sein. 1989 beendete er diese Tätigkeit und arbeitete für kurze Zeit als freier Korrespondent in Bonn, bevor er 1990 als Pressesprecher zum Deutschen Bund für Vogelschutz (DBV) wechselte, dem Vorläufer des Naturschutzbundes Deutschland (NABU). In dieser Funktion war er zugleich Chefredakteur des Verbandsmagazins „Naturschutz heute“. Nach Bildung der rot-grünen Koalition im November 1998 berief ihn der neu ins Amt gekommene Bundesumweltminister Jürgen Trittin zu seinem Pressesprecher. Von dessen Nachfolger Sigmar Gabriel wurde er 2005 in dieser Funktion übernommen. 2010 wechselte er in die Bundestagsfraktion von Bündnis 90/Die Grünen und wurde Pressesprecher der beiden Fraktionsvorsitzenden Renate Künast und Jürgen Trittin. 2014 holte ihn die sozialdemokratische Bundesumweltministerin Barbara Hendricks als Leiter ihres Presse- und Informationsstabs zurück ins Bundesumweltministerium. 2017 beendete er sein Berufsleben.
Schroeren äußerte sich mehrfach zum oft schwierigen Verhältnis zwischen Pressesprecher*innen und Journalisten. Seine Rede zum Thema „Woran erkennt man einen guten Pressesprecher?“, die er zu seinem Abschied aus der Bundestagsfraktion der Grünen am 19. Dezember 2013[4] hielt, fand ebenso wie seine Worte zur Verabschiedung vor der Bundespressekonferenz am 22. November 2017 in Fachkreisen Beachtung.
Bei seiner Verabschiedung aus dem Ministerium am 30. November 2017 würdigte er mit Witz die in der öffentlichen Verwaltung üblichen Umlaufmappen als „Glasfaserkabel der Bürokratie“.
Über seine beruflichen Erfahrungen als Pressesprecher sprach er am 9. April 2021 im Phoenix-Politik-Podcast „Unter 3“ mit dem Journalisten Erhard Scherfer und dem Politikwissenschaftler Thorsten Faas.

## Pazifistisches Engagement
Schroeren verweigerte 1969 den Kriegsdienst. Er engagierte sich ab 1970 in der Mönchengladbacher Ortsgruppe von Amnesty International und gründete eine „Spezialgruppe USA“ innerhalb der deutschen Amnesty-Sektion, die Informationen über inhaftierte Vietnam-Kriegsdienstverweigerer sowie über die Diskriminierung von Angehörigen der schwarzen und indianischen Community in den USA dokumentierte.
1970 verteilte er Flugblätter, in denen er zum Boykott des alljährlich in Mönchengladbach stattfindenden NATO-Musikfests aufforderte. Im selben Jahr rief er zusammen mit dem Viersener Pax-Christi-Aktivisten Heinz Liedgens (1948–2020) zur Gründung eines regionalen „Komitees zur Koordinierung gewaltfreier Aktionen“ auf.
1973 verteilte er im Hauptquartier der Britischen Rheinarmee in Mönchengladbach Flugblätter an die dortigen Soldaten, in denen er dazu aufforderte, sich einem möglichen Marschbefehl nach Nordirland durch Verweigerung oder Flucht zu widersetzen. Er solidarisierte sich damit mit den 14 Initiatoren der British Withdrawal from Northern Ireland Campaign (BWNIC), gegen die zum selben Zeitpunkt in England wegen Verbreitung des gleichlautenden Flugblatts strafrechtlich vorgegangen wurde.
Gegen Schroeren beantragte die Staatsanwaltschaft Mönchengladbach den Erlass eines Strafbefehls „wegen Anstiftung zur Fahnenflucht“, den das örtliche Amtsgericht jedoch mit Beschluss vom 31. Oktober 1974 zurückwies (Az. 14Cs 521/74) und das Verfahren einstellte.
1972 lernte Schroeren den Augsburger Anarcho-Pazifisten Wolfgang Hertle kennen, der die radikal-pazifistische Zeitschrift Graswurzelrevolution gegründet hatte, und beteiligte sich an den von der Redaktion angestoßenen Kampagnen für die Freilassung spanischer Kriegsdienstverweigerer und (unter dem Slogan „Greenpeace“) für den Stopp der französischen Atomwaffenversuche im Südpazifik. Zusammen mit Hertle zog Schroeren 1973 nach West-Berlin. Dort bildeten beide in den Jahren 1973 bis 1975 das organisatorische und personelle Rückgrat der Zeitungsredaktion Graswurzelrevolution und den Kern der von ihnen gegründeten Gruppe „Gewaltfreie Aktion Berlin“ (GAB). Schroeren trat auch der Internationale der Kriegsdienstgegner/innen (IDK) bei, einer deutschen Sektion der War Resisters’ International (WRI), deren International Council er von 1975 bis 1977 als gewähltes Mitglied angehörte. Er arbeitete zudem in der European Workgroup (EWG) des Internationalen Versöhnungsbundes (IFoR) mit und beteiligte sich an deren international angelegten Aktionen für die Unabhängigkeit Namibias (1973) und für Totale Kriegsdienstverweigerung (1975). 1977 zog sich Schroeren aus der Redaktionsgruppe der Graswurzelrevolution zurück und verlagerte seine Aktivitäten auf die publizistische Begleitung und Unterstützung der Umwelt- und Friedensbewegung, im Bundesverband Bürgerinitiativen Umweltschutz (BBU), durch die BBU-Zeitschrift Umweltmagazin, die er zusammen mit Roland Vogt, einem der drei Vorsitzenden des BBU, 1977 aus der Taufe hob.

## Volkszählungsboykott 1983
1982 verfasste Schroeren im Namen der IDK einen „Aufruf zum Volkszählungsboykott für Ökologie und Frieden“, den er in der September-Ausgabe 1982 des Umweltmagazins veröffentlichte und später auch als Sonderdruck des Magazins in hoher Auflage verbreitete. Dies war, so stellt die Politologin Barbara Pfetsch in einer wissenschaftlichen Analyse zur Entstehung der Boykottbewegung fest, „die erste Veröffentlichung zum Widerstand gegen die Volkszählung“.
Auch in einer Untersuchung von Nicole Bergmann über Ursprünge und Verlauf des Volkszählungsboykotts heißt es: „Als erste Protestakteure gegen die Totalerhebung wurden die Mitglieder der ‚Internationale der Kriegsdienstgegner‘ (IDK) im September 1982 aktiv, indem sie die ‚Initiative Volkszählungsboykott‘ gründeten…In diesem Zusammenhang wurde auch das Schlagwort ‚Politiker fragen – Bürger antworten nicht!‘ geboren, das später zum gemeinsamen Motto der VoBos werden sollte“.
Im Text der IDK wurde der Aufruf zum Volkszählungsboykott begründet mit der Ankündigung der Bundesregierung, die Standorte der für die Stationierung vorgesehenen amerikanischen Mittelstreckenraketen geheim zu halten, und – mehr als 20 Jahre vor der gesetzlichen Anerkennung eines Rechts auf Informationsfreiheit – mit der Reklamation eines Bürgerrechts auf Auskunft: „Wir erheben Anspruch auf Auskunft von der Regierung, so wie die Regierung Anspruch auf Auskunft von uns erhebt.“ Und weiter: „Die Regierung sagt, sie brauche die Informationen von uns, um besser regieren zu können. Wir sagen, wir brauchen die Informationen, um uns besser wehren zu können. Kommt die Regierung ihrer Auskunftspflicht nicht nach, so werden wir das auch nicht tun. Wenn die Regierung für Atomraketen schweigt, schweigen wir für den Frieden! – Politiker fragen – Bürger antworten nicht!“
Dem Vorwurf, Ziel dieser Begründung sei kein echter Boykott, sondern ein „Kuhhandel“ mit der Regierung (so ein Kommentar von Erwin Jurtschitsch in der Tageszeitung vom 14. Februar 1983), widersprach Schroeren in einer ausführlichen Stellungnahme, die in der TAZ vom 21. Februar 1983 abgedruckt wurde. „Das Stichwort ‚Kuhhandel‘ trifft den Sachverhalt nicht, weil es unterstellt, der Staat könne den VoBo unterlaufen, indem er einen Teil der Forderungen erfüllt. Tatsächlich aber ist der VoBo eine Reaktion von unten auf die permanente Informationsverweigerung von oben – auch und gerade in der ‚Verteidigungspolitik‘. … Unser Selbstverständnis war und ist nicht, in eine Konkurrenz zu anderen Initiativen zu treten, die die VZ aus anderen Gründen boykottieren. Erstens gab es keine anderen Initiativen; zweitens ging es uns vor allem darum, die Aktionsidee des VoBo in möglichst viele Köpfe zu bringen – in der Hoffnung, daß sie um sich greift. Genau dies ist passiert, und wir sind wahnsinnig froh, daß eine derartige Lawine ins Rollen gekommen ist.“
Der IDK-Aufruf wurde innerhalb weniger Wochen von über 70 Erstunterzeichnern unterschrieben, darunter Organisationen wie der Bundesvorstand der Partei Die Grünen, mehrere Landesverbände dieser Partei, die DFG/VK und der Bundesverband Bürgerinitiativen Umweltschutz (BBU).
Nach einem Radio-Interview Schroerens in der Sendung „Echo am Morgen“ des Senders Freies Berlin (SFB) am 7. Februar 1983 beschwerte sich der damalige Berliner Innensenator Heinrich Lummer (CDU) in einem Brief an den Intendanten des Senders und forderte, dies in Zukunft zu unterbinden: „Ich bin außerordentlich befremdet, daß Ihre Anstalt den erklärten Gegnern gesetzlich angeordneter staatlicher Aktion Raum für ihre Agitation einräumt… Ich wäre Ihnen, sehr geehrter Herr Intendant, sehr verbunden, wenn sichergestellt werden würde, daß den Gegnern der Volkszählung keine weitere Gelegenheit gegeben wird, in Rundfunk- und Fernsehsendungen Ihrer Anstalt Propaganda zu machen.“
Zugleich kündigte Lummer in diesem Schreiben an, gegen Schroeren einen Bußgeldbescheid zu erlassen, was seine Behörde wenige Wochen später mit einem Bußgeldbescheid über 3000 DM auch tat.
Die Berliner Morgenpost meldete am 27. Februar 1983 unter dem Titel „Anarchisten schüren die Angst vor der Volkszählung“: „...Gegen die Zentralfigur der Boykottbestrebungen, gegen den 33-jährigen ehemaligen Redakteur der Zeitschrift für ‚Freiheitlichen Sozialismus und gewaltfreie Herrschaft [sic!], Graswurzelrevolution‘, Michael Schroeren, ist ein Bußgeld-Ermittlungsverfahren eingeleitet worden..“ (S. 3)
Die Tageszeitung zitierte Schroeren mit den Worten: „Auf der juristischen Ebene lege ich Widerspruch gegen den Bußgeldbescheid ein, und politisch kann man nur dafür sorgen, daß noch mehr boykottiert wird.“ Mit dem Stopp der Volkszählung durch das Bundesverfassungsgericht wurden sämtliche Bußgeldbescheide in dieser Sache gegenstandslos.

## Unterstützung der DDR-Opposition
Von West-Berlin aus unterhielt Schroeren ab 1973, später auch als Sprecher der grünen Partei von Bonn aus, Kontakt zu kirchlichen Friedensgruppen und Wehrdienstverweigerern in der DDR. Bei Besuchen in Ost-Berlin lernte er u. a. die Bürgerrechtler Martin Böttger, Georg Meusel und Hansjörg Weigel kennen, die in dem sächsischen Dorf Königswalde bei Werdau seit 1972 zweimal jährlich ein Friedensseminar organisierten.
1977 nahm Schroeren erstmals an einem dieser Seminare teil und berichtete dort über den gewaltfreien Widerstand gegen den Bau von Atomkraftwerken in der Bundesrepublik.
In einer Darstellung der Robert-Havemann-Gesellschaft und der Bundeszentrale für politische Bildung heißt es dazu: „Ende der 1970er Jahre nehmen Grünen-Politiker wie Michael Schroeren, Elsbeth Zylla und Marie-Luise Lindemann an Veranstaltungen der DDR-Friedensbewegung teil. Sie sympathisieren zum Beispiel mit den Frauen für den Frieden. Michael Schroeren wird daraufhin von den DDR-Behörden mit einem fast zehnjährigen Einreiseverbot belegt.“
Einer seiner vergeblichen Versuche, trotzdem nach Ost-Berlin einzureisen, veranlasste am 30. Oktober 1987 die Grünen-Fraktion im Bundestag zu einer Kleinen Anfrage an die Bundesregierung: „Bei dem Versuch, von West-Berlin in den Ostteil der Stadt zu reisen, ist dem Pressesprecher des Bundesvorstands der Grünen, Michael Schroeren, am 6. September 1987 am Grenzübergang Friedrichstraße die Einreise verweigert worden. Als es die DDR-Grenzbeamten unter Berufung auf ‚internationale Gepflogenheiten‘ ablehnten, dieses Einreiseverbot zu begründen, weigerte sich Herr Schroeren aus Protest, seinen Reisepaß zurückzunehmen, woraufhin er kurze Zeit auch an der Rückkehr nach West-Berlin gehindert wurde.“ Erst 1988 hoben die DDR-Behörden das Einreiseverbot gegen Schroeren auf und ließen ihn als Mitglied der Grünen-Delegation zum Internationalen Treffen für Atomwaffenfreie Zonen in Ost-Berlin einreisen.

## Fahrradpolitik
Unter dem Titel „Die Fahrradfibel – Steig um auf’s Rad!“ gab Schroeren 1980 im Umweltmagazin-Verlag eine der ersten populären Darstellungen einer fahrradorientierten Verkehrsplanung heraus. Er gehörte 1979 zu den ersten Mitgliedern des Allgemeinen Deutschen Fahrradclubs (ADFC) und war 2018/2019 einer der stellvertretenden Bundesvorsitzenden des Verbandes.

## Übersetzer
Schroeren hat seit 1977 eine Reihe libertärer und pazifistischer Texte, Bücher und Broschüren aus dem Englischen ins Deutsche übertragen, teilweise unter seinem Pseudonym Ziesar Schawetz, darunter von Autoren wie Murray Bookchin, John Caldwell Holt, Joan Baez, George Lakey, April Carter, Howard Clark und David McReynolds.

## Mitgliedschaften
Schroeren ist seit 2008 Mitglied der Partei Bündnis 90/Die Grünen. Er gehört außerdem der Internationale der Kriegsdienstgegner*innen (IDK), dem ADFC und dem Verkehrsclub Deutschland (VCD) als Mitglied an und fördert das Komitee für Grundrechte und Demokratie e.V.

## Veröffentlichungen
(Auswahl)

### Autor / Herausgeber
- Zum Beispiel Kaiseraugst : der gewaltfreie Widerstand gegen das Atomkraftwerk ; vom legalen Protest zum zivilen Ungehorsam, mit einem Nachwort zur aktuellen Situation in Kaiseraugst und Gösgen von Rudolf Epple, Zürich : Schweizerischer Friedensrat 1977 (Reihe Schriftenreihe des Schweizerischen Friedensrates; Nr. 6)
- (Hrsg.):  Die Grünen : 10 bewegte Jahre, Wien, Ueberreuter 1990, ISBN 978-3-8000-3352-2.
- Kaiseraugst: Macht von unten gegen Atomkraft von oben. IDK-Verlag Berlin 2025, ISBN 978-3-9824246-3-7

### Übersetzer
- Murray Bookchin: Die Formen der Freiheit. Aufsätze über Ökologie u. Anarchismus / Murray Bookchin, Verlag Büchse der Pandora Wetzlar 1977
- John Caldwell Holt: Zum Teufel mit der Kindheit! [Über d. Bedürfnisse u. Rechte von Kindern], Verlag Büchse der Pandora Wetzlar 1977
- Joan Baez: Was würdest Du tun, wenn ...?, Graswurzelwerkstatt Kassel 1978
- April Carter: Direkte Aktion Leitfaden für den gewaltfreien Widerstand. Vorw. von Theodor Ebert, AHDE-Verlag Berlin 1978
- Murray Bookchin: Die Formen der Freiheit : Aufsätze über Ökologie u. Anarchismus, 3. Auflage, Verlag Büchse der Pandora Wetzlar 1980
- Wolfram Beyer (Hrsg.): Gewaltfreie Revolution: Beitr. für e. herrschaftslose Gesellschaft, Texte von George Lakey und Michael Randle. Vorw. Ossip K. Flechtheim. Den Text von George Lakey übers. Michael Schroeren aus d. Engl. Den Text von Michael Randle übers. Burkhard Doemke aus d. Engl., Oppo-Verlag Berlin 1988
- Howard Clark: Gewaltfreiheit und Revolution. Wege zur fundamentalen Veränderung der Gesellschaft; aus dem Englischen übersetzt von Ziesar Schawetz (alias Michael Schroeren), auch Vorwort, Verlag Internationale der Kriegsdienstgegner/innen e. V. (IDK), Sektion der War Resisters’ International (WRI), Berlin 2014
- David McReynolds: Philosophie der Gewaltfreiheit. Das pazifistische Manifest eines Marxisten. Aus dem Amerikanischen übersetzt und herausgegeben von Ziesar Schawetz, IDK-Verlag Berlin 2021